# キャサリン・マーティン
キャサリン・マーティン（Catherine Martin、1965年1月26日 - ）は、オーストラリア・シドニー出身の映画衣裳デザイナー、プロダクションデザイナーである。

## 略歴
オーストラリア国立演劇学院で芸術を学び、そこで後に映画監督となるバズ・ラーマンと出会い、彼の作品のプロダクションデザインを手がけるようになる。二人は1997年に結婚し、子供が二人いる。
共に夫が監督を務めた2001年の『ムーラン・ルージュ』、2013年の『華麗なるギャツビー』で2度、アカデミー衣裳デザイン賞を受賞。2003年、ブロードウェイの舞台 La Boheme のプロダクション・デザインでトニー賞を受賞した。

## フィルモグラフィ
- ダンシング・ヒーロー Strictly Ballroom (1992) プロダクションデザイン
- ロミオ+ジュリエット Romeo + Juliet (1996) プロダクションデザイン
- ムーラン・ルージュ Moulin Rouge! (2001) プロダクションデザイン・衣裳
- オーストラリア Australia (2008) プロダクションデザイン・衣裳
- 華麗なるギャツビー The Great Gatsby (2013) プロダクションデザイン・衣裳・製作
- ゲットダウン The Get Down (2016-2017) 衣裳・製作総指揮
- エルヴィス Elvis (2022) プロダクションデザイン・衣裳・製作